# Sampaio
Sampaio là một đô thị thuộc bang Tocantins, Brasil. Đô thị này có diện tích 200,813 km², dân số năm 2007 là 3672 người, mật độ 18,29 người/km².